# 101º Gruppo
Il 101º Gruppo è un gruppo di volo dell'Aeronautica Militare Italiana, equipaggiato con il Lockeed Martin F-35B STOVL. Riattivato presso la base di Amendola (Foggia) in data 1 Luglio 2025 dopo essere stato posto in posizione quadro il 3 novembre 2016 presso l'aeroporto di Istrana, è l'unico reparto dell'Aeronautica Militare Italiana dotato di tale versione del velivolo. Il Reparto è posto alle dipendenze del 32° Stormo.

## Storia

### Seconda guerra mondiale
Il 101º Gruppo venne costituito in seno alla Regia Aeronautica durante la seconda guerra mondiale il 5 marzo 1941 sull'aeroporto di Lonate Pozzolo come 101º Gruppo Autonomo Bombardamento a Tuffo, organizzato su due squadriglie la 208ª e 209ª ed equipaggiato con velivoli da bombardamento in picchiata Junkers Ju 87 B/R "Stuka", conosciuti anche come "Picchiatelli". La dotazione iniziale è di nove velivoli per squadriglia. La prima insegna ufficiale del 101º gruppo fu di conseguenza un picchio che trasportava una bomba tra le zampe. Due giorni dopo la costituzione del gruppo, i velivoli della 208ª squadriglia, seguiti poi dalla 209ª, si spostarono sull'aeroporto di Lecce, da dove iniziarono ad effettuare le prime missioni di guerra sul fronte greco. Il 4 luglio 1941 viene costituito il "Comando Bombardamento della Sicilia" alle cui dipendenze viene posto il 101 Gruppo Bombardamento a Tuffo. Il 5 novembre cade su Malta il S.Ten. Vittorio Bragadin a cui verrà concessa la Medaglia d'oro al valor militare.

### Periodo postbellico

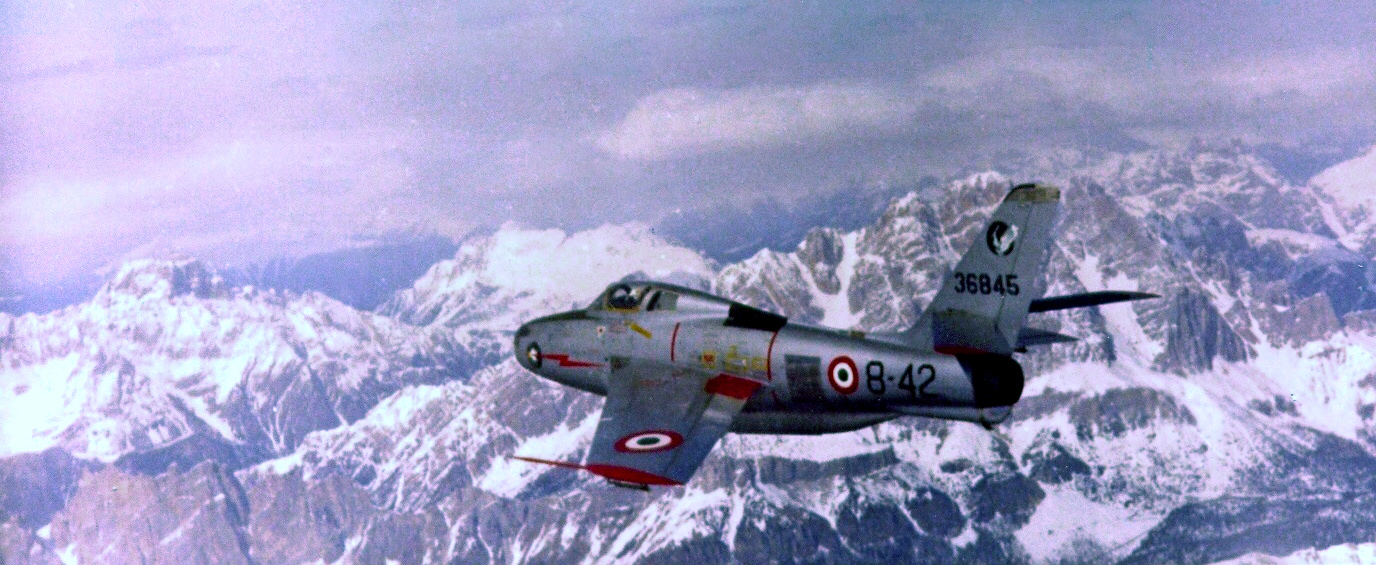
F-84F del 101º Gruppo in volo sulle Alpi

Inquadrato nella 5ª Aerobrigata Caccia Bombardieri, nel 1953 i piloti del Gruppo fanno parte in modo quasi esclusivo della neocostituita pattuglia acrobatica dei “Getti Tonanti” su velivoli Republic F-84 Thunderjet (1 giugno 1953 - fine luglio 1955). 
Nel luglio del 1953, per attuare quanto previsto dall'ordinamento dell'Aerobrigata, al Gruppo vengono assegnate ulteriori due Squadriglie, la 211ª e la 243ª.
Nel 1956 tutta la 5ª Aerobrigata viene trasferita sulla'aeroporto di Rimini-Miramare e nel 1957 viene equipaggiato con i Republic F-84F Thunderstreak.
Una volta basato a Rimini con il 102º e il 103º, il 101º Gruppo adotta l'attuale distintivo in cui il lampo rosso trafigge un serpente blu (colore del 102º), da cui fuoriesce la bile gialla (colore del 103º): con questa grafica ironica si voleva rappresentare l'egemonia dei "Lampi" sugli altri Gruppi appartenenti alla stessa Aerobrigata.
Nei primi mesi del 1967 il gruppo viene trasferito sempre su F-84F sull'aeroporto di Cervia per far parte del ricostituito 8º Stormo. 
Da dicembre 1969 a marzo 1970 sulla base di Pratica di Mare alcuni piloti del 101º effettuano le prove intensive del nuovo caccia bimotore Aeritalia G-91Y ” Yankee”; lo Stormo transiterà sul nuovo aereo verrà il 1 aprile. L'11 maggio dello stesso anno il Gruppo diventa C.B.R.. Il 6 marzo 1970 gli F-84F ancora efficienti vengono riversati al 50º Stormo di Piacenza.
Nel luglio 1976 le fotocamere di bordo degli ” Yankee” del Gruppo immortalano per prime nel Mar Mediterraneo la portaeromobili russa ” Kiev”.
Dal 1992 inizia a ricevere gli ultimi G-91Y del 13° Gruppo in quanto quest'ultimo nel giro di un paio di anni avrebbe iniziato la transizione sul nuovo sistema d'arma AM-X.
Il 1º dicembre 1994 il 101º viene posto in posizione quadro sulla base di Cervia; il 31 luglio 1995 il 101º Gruppo viene ricostituito sulla base di Amendola (Foggia), equipaggiato con velivoli AM-X e AM-X T ” Ghibli” e assume il doppio ruolo di OCU (Operational Conversion Unit) e di attacco (FBA). 
Negli anni novanta, il 101º Gruppo prende parte alle operazioni NATO nei Balcani Operazione Alba e Deliberate Guard.
Il 23 luglio 2014 il Gruppo Volo OCU si trasferisce alle dipendenze del 51º Stormo di Istrana svolgendo i compiti di conversione operativa e di standardizzazione dell’intera linea AM-X; il 3 novembre 2016 viene posto in posizione quadro.
Alla data di riattivazione, 1 Luglio 2025, il reparto ha ricevuto in carico tutti gli F-35B precedentemente gestiti dal 13° Gruppo Volo che ora risulta quindi equipaggiato solo con F-35A. Il Reparto, assieme al 13° Gruppo Volo, al 28° Gruppo Volo ed al 61° Gruppo Volo (dislocato presso la base di Sigonella), è posto nuovamente alle dipendenze del 32° Stormo dopo 11 anni.

### Annotazioni
1. ↑  Al S.Ten. Vittorio Bragadin il 28 marzo 1971 verrà dedicato l'Aeroporto di Istrana.
2. ↑  La sigla significa Caccia Bombardieri Ricognitori, avendo il nuovo aereo anche possibilità di scattare foto aeree con macchine inserite nella parte inferiore del muso.

### Fonti
1. ↑   Stato Maggiore della Regia Aeronautica, Prot. 2/1761, 3 marzo 1941.
2. ↑   8º Stormo, in Rivista Aeronautica, n.3 - 1987,  p. 50.